# Johannes Burkhardt
Johannes Burkhardt (* 24. Februar 1943 in Dresden; † 4. August 2022) war ein deutscher Historiker mit dem Schwerpunkt in der Frühen Neuzeit. Er war einer der führenden Experten des Dreißigjährigen Krieges.

## Leben und Wirken
Johannes Burkhardt wurde 1943 in Dresden geboren. Er erlebte im Alter von zwei Jahren am 13. Februar 1945 die schweren Bombenangriffe auf Dresden. Die früh verwitwete Mutter übersiedelte 1957 mit ihrem Sohn in das Saarland. Die Mutter heiratete erneut. Die Familie zog in die Nähe von Hamburg, wo Burkhardt sein Abitur ablegte. Er studierte Geschichte, Germanistik und Philosophie an den Universitäten Hamburg und Tübingen. Prägende Lehrer wurden Ernst Walter Zeeden und Josef Engel. Im Jahr 1971 wurde er in Tübingen bei Zeeden mit einer breit rezipierten Studie zur Entstehung der Jahrhundertrechnung promoviert. In Tübingen lernte Burkhardt mit einer promovierten Germanistin auch seine Frau kennen. Er war von 1973 bis 1974 wissenschaftlicher Mitarbeiter am von August Nitschke geleiteten Institut für Historische Verhaltensforschung in Stuttgart. Dort arbeitete er über den Verhaltenswandel in der Industriellen Revolution und interessierte sich nachhaltig für ökonomische Fragen. Im Jahr 1975 erhielt er ein Stipendium des Deutschen Historischen Instituts in Rom, wo er für ein Habilitationsprojekt über die Konfessionsproblematik und die Instrumentalisierung des „Religionskriegs“ im Siebenjährigen Krieg durch die Kurie forschte. Von 1978 bis 1986 war Burkhardt bei Heinz Hürten Wissenschaftlicher Assistent bzw. Akademischer Oberrat an der Universität Eichstätt. Dort schloss er 1984 seine Habilitation für Neuere und Neueste Geschichte mit einer Arbeit über den Siebenjährigen Krieg und die päpstliche Diplomatie ab. Burkhardt hatte Lehrstuhlvertretungen an den Universitäten Bielefeld für Reinhart Koselleck (1987/88) und Bochum für Winfried Schulze (1989/90).
Im Jahr 1991 wurde Burkhardt Nachfolger von Wolfgang Reinhard an der Universität Augsburg und lehrte dort bis zu seiner Emeritierung im Jahr 2008 als ordentlicher Professor Geschichte der Frühen Neuzeit. Burkhardt war von 2001 bis 2003 Vorsitzender der Arbeitsgemeinschaft Frühe Neuzeit im Historikerverband. Er war außerdem von 1991 bis 2009 Direktoriumsmitglied des Instituts für Europäische Kulturgeschichte und von 1991 bis 1995 dessen Geschäftsführender Direktor. Von 1997 bis 2008 war er Sprecher des am Institut angesiedelten Graduiertenkollegs „Wissensfelder der Neuzeit“. Von 1991 bis 2014 leitete er als Direktor das Fugger-Archiv in Dillingen. Burkhardt war ferner seit 1993 Mitglied der Schwäbischen Forschungsgemeinschaft, Mitglied der Vereinigung für Verfassungsgeschichte und Mitglied des wissenschaftlichen Beirates des Museums des Dreißigjährigen Krieges in Wittstock an der Dosse.
Mit Publikationen zum Dreißigjährigen Krieg (1992) und zum Reformationsjahrhundert (2002) hat Burkhardt wichtige Ereignisse der Frühen Neuzeit erforscht. Burkhardt interpretierte den Dreißigjährigen Krieg als „Staatsbildungskrieg“. Die These wurde breit rezipiert. Dezidiert abgelehnt wurde sie von Axel Gotthard. Für die neueste Ausgabe des klassischen Handbuchs der deutschen Geschichte, den Gebhardt, verfasste Burkhardt den Band zum Heiligen Römischen Reich zwischen 1648 und 1763. Eine knappe Darstellung über die deutsche Geschichte in der Frühen Neuzeit veröffentlichte er 2009.

## Schriften
Monografien
- Der Krieg der Kriege. Eine neue Geschichte des Dreißigjährigen Krieges. Klett-Cotta, Stuttgart 2018, ISBN 978-3-608-96176-8.
- Der Rhein ist die Elbe. Richard Wagners wahre Welten. Mitteldeutscher Verlag, Halle (Saale) 2013, ISBN 978-3-89812-996-1.
- Deutsche Geschichte in der frühen Neuzeit (= Beck'sche Reihe, 2462; C. H. Beck Wissen). Beck, München 2009, ISBN 978-3-406-56262-4.
- Vollendung und Neuorientierung des frühmodernen Reiches. 1648–1763 (= Handbuch der deutschen Geschichte. Bd. 11). 10., völlig neu bearbeitete Auflage. Klett-Cotta, Stuttgart 2006, ISBN 3-608-60011-6.
- Das Reformationsjahrhundert. Deutsche Geschichte zwischen Medienrevolution und Institutionenbildung 1517–1617. Kohlhammer, Stuttgart 2002, ISBN 3-17-010824-7.
- Der Dreißigjährige Krieg (= Edition Suhrkamp. es, 1542 = NF 542). Suhrkamp, Frankfurt am Main 1992, ISBN 3-518-11542-1.
- Abschied vom Religionskrieg. Der Siebenjährige Krieg und die päpstliche Diplomatie (= Bibliothek des Deutschen Historischen Instituts in Rom. Bd. 61). Niemeyer, Tübingen 1985, ISBN 3-484-82061-6 (Zugleich: Eichstätt, Universität, Habilitations-Schrift, 1983).
- Die Entstehung der modernen Jahrhundertrechnung. Ursprung und Ausbildung einer historiographischen Technik von Flacius bis Ranke (= Göppinger akademische Beiträge. Nr. 43). Kümmerle, Göppingen 1971, ISBN 3-87452-102-8 (Zugleich: Tübingen, Universität, Dissertation, 1971).

Herausgeberschaften
- Die Fugger und das Reich. Eine neue Forschungsperspektive zum 500jährigen Jubiläum der ersten Fuggerherrschaft Kirchberg-Weißenhorn (= Veröffentlichungen der Schwäbischen Forschungsgemeinschaft. Reihe 4: Studien zur Fuggergeschichte. Bd. 32 = Studien zur Fuggergeschichte. Bd. 41). Wißner, Augsburg 2008, ISBN 978-3-89639-681-5.
- mit Franz Karg: Die Welt des Hans Fugger. (1531–1598) (= Materialien zur Geschichte der Fugger. Bd. 1). Wißner, Augsburg 2007, ISBN 978-3-89639-557-3.
- Krieg und Frieden in der historischen Gedächtniskultur. Studien zur friedenspolitischen Bedeutung historischer Argumente und Jubiläen von der Antike bis in die Gegenwart (= Schriften der Philosophischen Fakultäten der Universität Augsburg. Bd. 62). Vögel, München 2000, ISBN 3-89650-095-3.
- mit Josef Becker, Stig Förster, Günther Kronenbitter: Lange und kurze Wege in den Ersten Weltkrieg. Vier Augsburger Beiträge zur Kriegsursachenforschung (= Schriften der Philosophischen Fakultäten der Universität Augsburg. Nr. 49). Vögel, München 1996, ISBN 3-89650-012-0.
- Anton Fugger. (1493–1560). Vorträge und Dokumentation zum fünfhundertjährigen Jubiläum (= Veröffentlichungen der Schwäbischen Forschungsgemeinschaft. Reihe 4: Studien zur Fuggergeschichte. Bd. 27 = Studien zur Fuggergeschichte. Bd. 36). Konrad, Weissenhorn 1994, ISBN 3-87437-363-0.